# Lúcio Vitélio
Lúcio Vitélio (em latim: Lucius Vitellius; antes de 10 a.C. – depois de 51), dito o Velho (em latim: Major), foi um senador e censor romano eleito cônsul por três vezes, uma honra bastante rara na época, a primeira em 34 com Paulo Fábio Pérsico, a segunda em 43 e a terceira em 47, ambas com o imperador Cláudio. Além disso, Vitélio serviu como governador da Síria entre 35 e 39. Casado com Sextília, o futuro imperador Vitélio e o cônsul Lúcio Vitélio, o Jovem, eram seus filhos.

## Origem e família
Vitélio era membro da gente Vitélia, provavelmente originária de Lucéria, na Apúlia. Seu pai, Públio Vitélio, é o primeiro membro conhecido da família e para cuja origem o historiador Suetônio ofereceu duas teorias: segundo Quinto Elógio, eles eram descendentes do deus Fauno com uma senhora romana chamada Vitélia e sempre foram reconhecidos em Roma como patrícios; Cássio Severo, porém, afirma que os Vitélios eram descendentes de um liberto que ficou rico como sapateiro. Ambas são consideradas especulações pelos historiadores modernos.
Públio Vitélio trabalhou como procurador para Augusto e teve quatro filhos: Aulo Vitélio, que foi cônsul em 32 com Cneu Domício Enobarbo e era conhecido como um bon vivant, Quinto Vitélio, que foi questor na época de Augusto e acabou expulso do Senado por ordem de Tibério, o jovem Públio Vitélio, que acompanhou Germânico em sua viagem pelo oriente e, em 20, foi um dos acusadores no julgamento de Cneu Calpúrnio Pisão; mais tarde se tornou pretor e, como aliado do prefeito pretoriano Lúcio Élio Sejano, foi preso depois que ele foi executado e tentou se matar, sem sucesso; acabou morrendo de uma enfermidade decorrente e, finalmente, o filho cuja carreira foi a mais significativa, o mais novo dos quatro, Lúcio. É provável que ele tenha sido muito querido por Antônia Menor, uma neta de Augusto, e por conta disto tenha tido acesso desde muito jovem à família imperial. Com sua esposa, Sextília, Lúcio teve dois filhos, dos quais Aulo Vitélio, o futuro imperador, era membro da jovem corte do idoso Tibério em seu retiro em Capri. Por conta disto, já na época se alegava que ele havia ajudado a carreira de seu pai se deixando abusar sexualmente por Tibério. Seja como for, a carreira de Lúcio foi, ainda assim, comparativamente lenta, pois em 34, o ano de seu primeiro consulado, ele já tinha 44 anos, dois a mais do que a idade tradicional esperada para o consulado.

## Carreira

### Vitélio e os partas

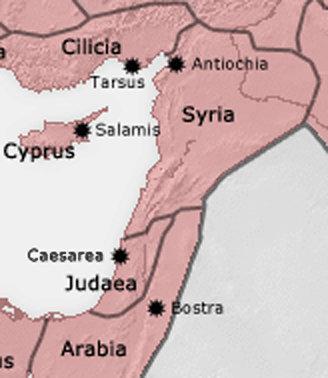
Província romana da Síria no século I.

Vitélio foi eleito para o consulado em 34 com Paulo Fábio Pérsico e, em 26 de junho, os dois celebraram o vigésimo aniversário do reinado de Tibério. Um ano depois, nobres partas reclamaram a Tibério sobre o xá Artabano II e o imperador enviou Fraates, filho do xá Fraates IV e morador de Roma por muitos anos, para assumir o trono parta, mas ele morreu na viagem. Em paralelo, depois da morte do rei Zenão, do reino cliente da Armênia, Artabano II apresentou seu próprio candidato ao trono, o que era contrário aos interesses de Roma na região. Em resposta, Tibério enviou Vitélio, como legado imperial propretor, e Tirídates, outro príncipe parta e candidato ao trono, para a Síria. Se Vitélio também recebeu na ocasião o comando extraordinário (imperium maius) sobre toda a região oriental do Império, como fica aparente em Tácito, é discutível.
Como governador da importante província fronteiriça da Síria, Vitélio tinha sob seu comando quatro legiões, mais de 20 000 soldados. Quando ele mobilizou suas forças e ameaçou invadir o Império Parta, Artabano e seu exército, que já haviam lutado na Armênia contra os iberos de Mitrídates, recuaram para o interior de seu território. Depois desta humilhação, foi fácil para Vitélio e seus aliados partas inflamarem a própria nobreza parta contra o rei, que acabou fugindo para se salvar. A situação parecia perfeita para Tirídates assumir o trono na Armênia. Vitélio o acompanhou com o exército até o Eufrates, onde os dois realizaram sacrifícios para agradecer aos deuses pela vitória. Como demonstração final de força, Vitélio ordenou que seu exército cruzasse o poderoso rio de volta para o território romano numa ponte de barcos.
Nesse ínterim, uma tribo da Cilícia havia recusado a realização de um censo e a pagar os impostos associados a ele e se entrincheirou nos montes Tauro pronta para lutar. Vitélio encarregou Marco Trebélio de acabar com a revolta e ele seguiu com 4 000 legionários para a Ásia Menor, onde ele cercou os insurgentes em duas montanhas e os obrigou a se renderem. Na Armênia, Tirídates foi reconhecido pela nobreza local e pelas cidades partas. Depois, viajou até a capital parta, Selêucia-Ctesifonte, onde foi coroado e assumiu o tesouro e o harém de seu antecessor. Porém, ele não conseguiu o apoio de alguns dos mais poderosos nobres, que procuraram e encontraram o deposto rei Artabano na Hircânia, no mar Cáspio, para convencê-lo a tentar recuperar seu trono.
Artabano não os fez esperar muito. Ele recrutou tropas citas e marchou com elas até Selêucia-Ctesifonte. Para conquistar a simpatia da população, ele continuou usando as roupas simples que utilizou para fugir. Tirídates hesitou entre tentar atrair Artabano ou tentar ganhar tempo e, quando ele finalmente decidiu realizar um recuo tático, a maioria de seus soldados já havia se juntado à causa de seu adversário, que aproveitou para tomar novamente o trono da Pártia. Tíridates foi obrigado a retornar derrotado para Vitélio. No começo do verão de 37, o governador romano e o recém-reempossado Artabano se encontraram numa ponte do Eufrates. Artabano reconheceu a superioridade romana e concedeu aos romanos a soberania sobre a Armênia. Desta forma, a crise dos anos 35 a 37 terminou com uma vitória estratégica para os romanos, o que representou, nas palavras do historiador Karl Christ, "uma das mais importantes conquistas em política externa de Tibério", que era conhecido por sua inação em política externa.

### Vitélio na Palestina
Como governador da Síria, Vitélio também estava encarregado da Judeia, que, dada a estrutura de sua elite e a fé monoteísta dos judeus que viviam na região, tinha uma relação tensa com Roma. A Judeia e os territórios adjacentes haviam sido divididos, em 4 a.C., entre os quatro filhos de Herodes, o Grande, um regime conhecido Tetrarquia. O último filho sobrevivente do rei, o tetrarca Herodes Antipas havia se desentendido com Aretas IV, do Reino Nabateu, depois de abandonar a filha dele para ficar com Herodíade. Disputas de fronteira acabaram provocando um conflito militar entre os dois reis e Herodes sofreu uma pesada derrota. Ele reclamou por escrito ao imperador Tibério, que sempre ajudava a sua família e, por isso, Vitélio recebeu ordens do imperador de retaliar contra Aretas. Por causa de sua aversão pessoal em relação a Herodes Antipas, Vitélio não viu vantagem nenhuma em sua ressurgência como um poder na região e resolveu seguir a ordem do imperador de forma relutante, tentando atrasar o máximo possível os preparativos para a campanha.

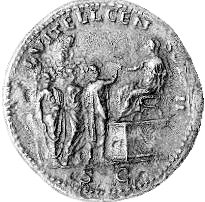
Moeda cunhada por Vitélio comemorando o censorado de seu pai.

Além disto, no inverno de 36 para 37 Vitélio teve que lidar com uma reclamação dos samaritanos, que acusaram o prefeito Pôncio Pilatos, conhecido do Novo Testamento, de assassinar peregrinos samaritanos. Um homem que alegava conhecer a caverna onde os utensílios do templo de Moisés (incluindo o tabernáculo e a Arca da Aliança) estavam escondidos desde a época do exílio na Babilônia fez com que diversos samaritanos, incluindo, aparentemente, homens armados, se dirigissem ao monte Gerizim, o centro espiritual samaritano. Os soldados de Pilatos tentaram impedi-los e, sob ordens do prefeito, em 15 de julho de 36, provocaram um massacre. Vitélio enviou Pilatos de volta para Roma para que respondesse pelos seus atos ao imperador e encarregou seu amigo Marcelo da administração da Judeia.
Finalmente, no começo de março de 37, o próprio Vitélio marchou com duas legiões para ajudar Herodes Antipas através da Judeia e o acompanhou até Jerusalém para a celebração da Páscoa judaica, aproveitando para saber mais sobre a situação na região. Se Vitélio já havia visitado Jerusalém antes, é tema de debate. Seja como for, por razões ainda obscuras, mas aparentemente relacionadas à deposição de Pilatos, Vitélio havia deposto o já havia muito tempo sumo-sacerdote Caifás e o substituiu por Jonatã. Depois de ser recebido amigavelmente pela população, Vitélio devolveu aos sacerdotes do Templo autoridade sobre as vestimentas sagradas que estavam sob custódia romana desde a morte de Herodes e também concedeu à cidade o direito de cobrar impostos sobre as frutas. Ele também substituiu o sumo-sacerdote Jonatã por seu irmão Teófilo, ambos filhos de Anás, o líder de uma influente família sacerdotal com fortes laços com as autoridades romanas. No quarto dia de sua estadia, Vitélio recebeu notícias da morte de seu patrono, o imperador Tibério, e da ascensão de Calígula. Por causa disto, ele voltou com as legiões para a Síria e considerou que a campanha contra os nabateus não era mais necessária.

### Vitélio na Itália

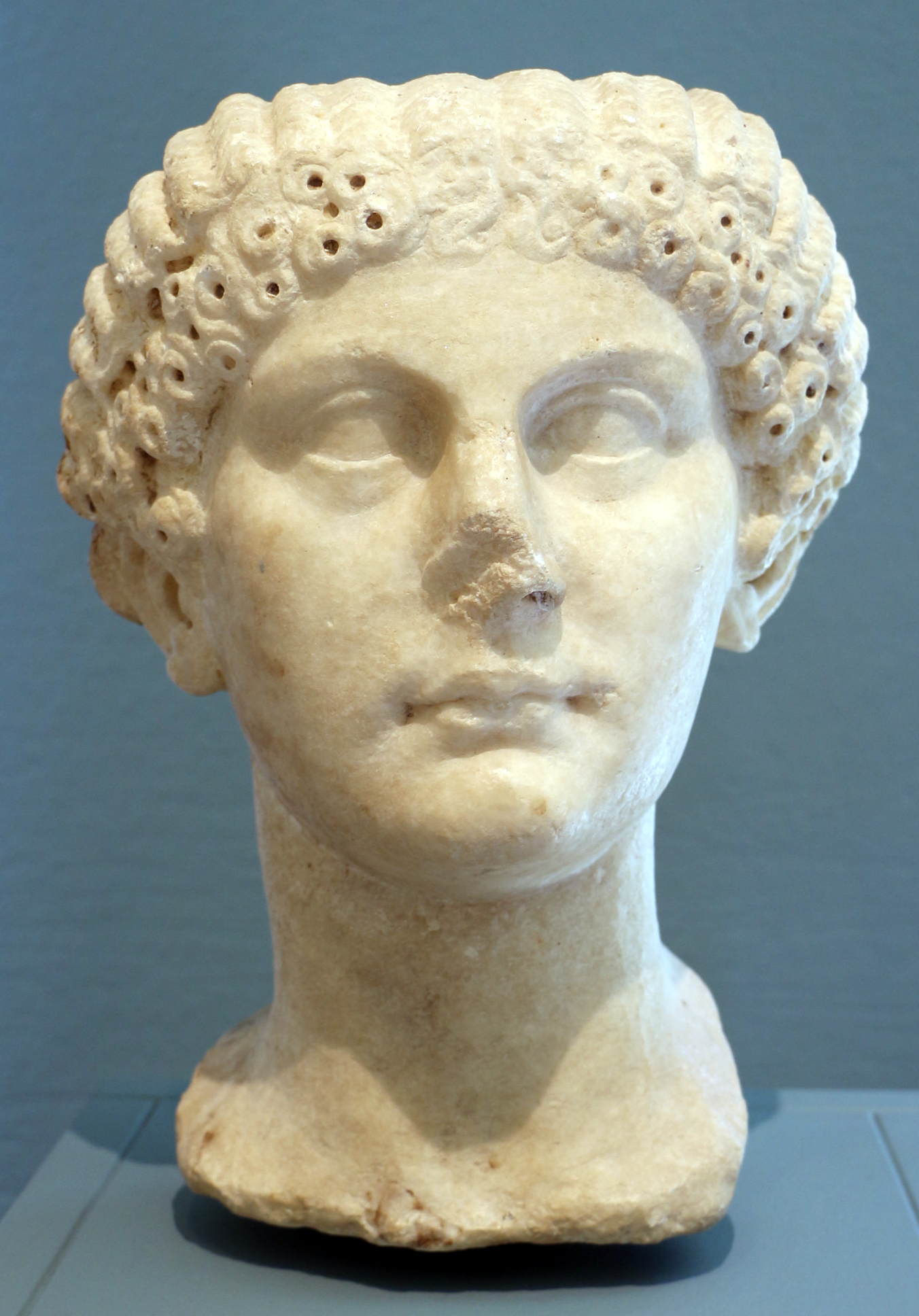
Busto de Messalina, a terceira esposa de Cláudio e aliada de Vitélio.

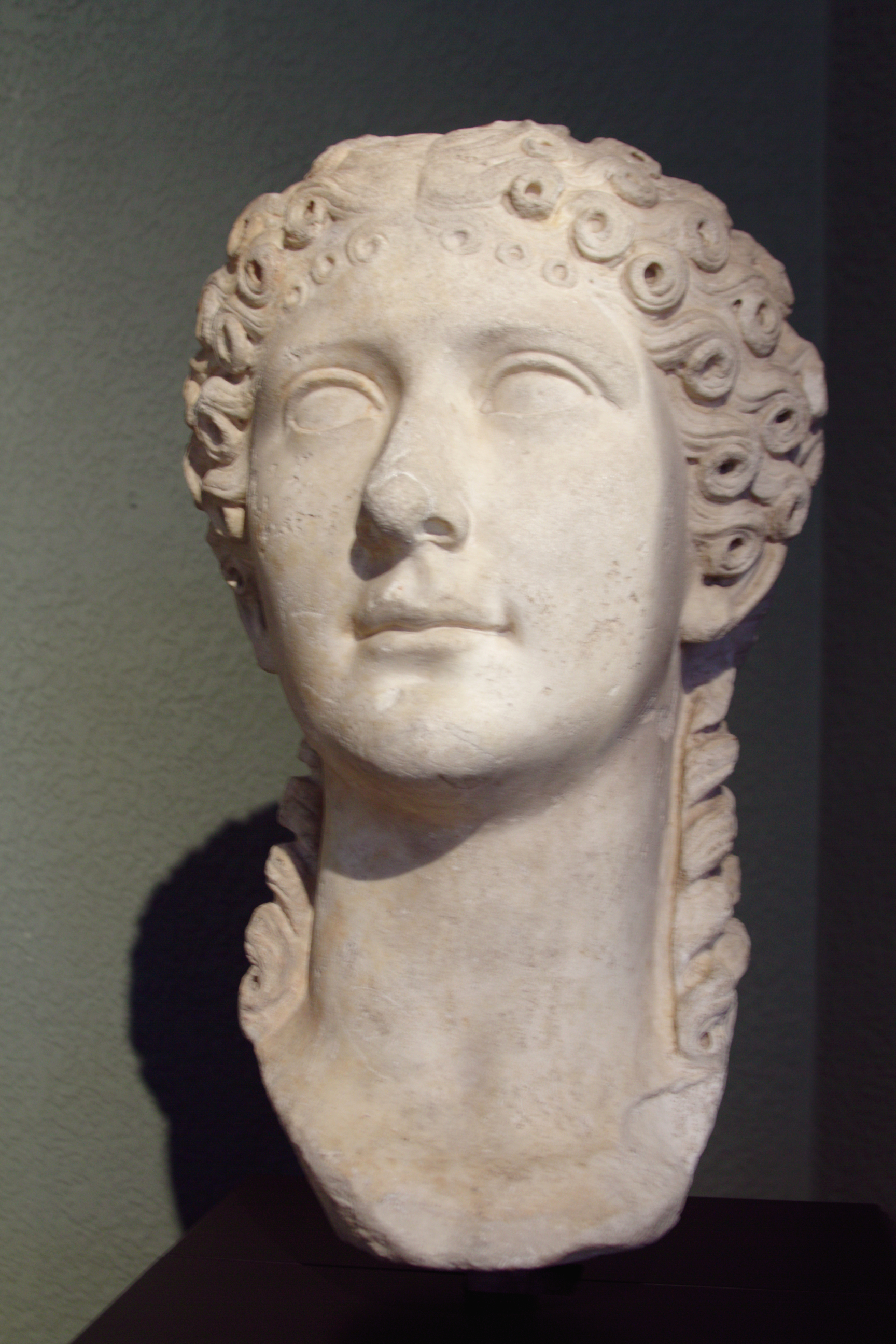
Depois que Messalina foi executada, Cláudio se casou com sua sobrinha Agripina Menor e Vitélio rapidamente mudou sua aliança, cainda nas graças da nova imperatriz.

Depois da ascensão de Calígula, Públio Petrônio foi nomeado para suceder Vitélio na Síria. Segundo Plínio, quando retornou para Roma, Vitélio introduziu na Itália uma nova variedade de figo e o pistache. A intenção de Calígula provavelmente era assumir uma postura mais dura contra os judeus, pois Petrônio recebeu de imediato ordens para transformar o Templo de Jerusalém num templo dedicado ao culto imperial. Além disto, as vitórias de Vitélio no oriente provavelmente deixaram o imperador desconfiado das reações dele. Segundo o historiador Dião Cássio (155-235), Calígula pretendia condená-lo à morte, mas desistiu depois que Vitélio se atirou aos seus pés e, aos prantos, prometeu idolatrá-lo como um deus. Suetônio, cujo relato é mais espirituoso, afirma que Vitélio foi a primeira pessoa disposta a idolatrar Calígula: numa ocasião, o imperador disse a Vitélio que estava conversando com a deusa Luna e ele teria supostamente se desculpado por não conseguir enxergá-la e justificou que apenas um deus pode ver outro. Calígula depois disto passou a considerá-lo como um de seus mais próximos amigos.
Depois do assassinato de Calígula, em janeiro de 41, Vitélio rapidamente ganhou a confiança do novo imperador Cláudio, com quem compartilhou o segundo consulado em 43. Quando o imperador deixou Roma para participar pessoalmente da conquista da Britânia, Vitélio ficou encarregado do governo. Nesta época, Vitélio foi admitido entre os irmãos arvais e provavelmente atingiu, em 45, a posição de "magister" ("doutor") neste colégio. Dois anos depois, Vitélio tornou-se o primeiro romano desde Marco Vipsânio Agripa a receber a honra extraordinária de um terceiro consulado (com exceção dos próprios imperadores), novamente com Cláudio. Quando o imperador realizou os Jogos Seculares naquele mesmo ano — a mesma antiga celebração etrusca que Augusto reviveu em 17 a.C. para celebrar o começo de uma nova era e cuja data foi recalculada durante seu reinado — Vitélio aparentemente pediu ao imperador muitas vezes a honra de organizar o festival.
Em 48, os dois filhos de Lúcio Vitélio, Lúcio Vitélio, o Jovem, e Aulo Vitélio (o futuro imperador), foram cônsules. O próprio Vitélio e o imperador Cláudio foram nomeados censores para o período de 48 e 49, um cargo que desde 22 a.C. não era assumido por ninguém. Moedas foram cunhadas durante o mandato dos filhos de Vitélio para celebrar o triplo consulado, o cargo de censor e o imperador Cláudio.

### Duas imperatrizes

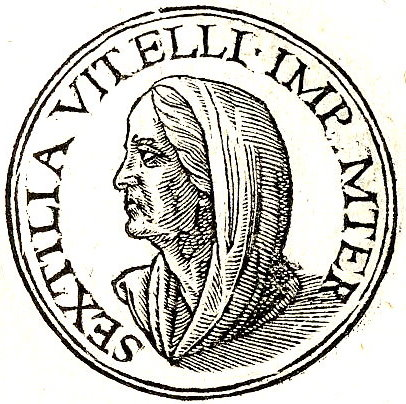
Sextília, esposa de Lúcio Vitélio e mãe do imperador Vitélio, no Promptuarii Iconum Insigniorum (1535).

No Senado, Vitélio pertencia à facção da imperatriz Messalina e se envolveu na condenação do cônsul por duas vezes Décimo Valério Asiático a pedido dela. Provavelmente Messalina estava interessada em tomar-lhe uma magnífica propriedade em Roma conhecida como Jardins de Lúculo que Asiático havia acabado de adquirir e tinha inveja da amante dele, Popeia Sabina, a mãe da futura esposa de Nero, Popeia Sabina. Asiático foi delatado com a ajuda de Sosíbio, o mentor do filho de Messalina com Cláudio, Britânico, um adversário de Nero pelo trono. Ele foi acusado de maiestas ("traição"), suborno, adultério e relações sexuais impróprias e teve que responder ao imperador e a Vitélio, que compartilhavam da função de censores.
Messalina, que estava presente no julgamento, deixou a sala, pois o discurso de defesa de Asiático a havia levado às lágrimas, mas ainda assim ela recomendou que Vitélio o condenasse. Ele falou da antiga amizade entre ele e a imperatriz e dos seus muitos méritos. Com isso em mente, o mais justo seria que ele pudesse pelo menos escolher a forma como preferia morrer. Embora Asiática tenha reclamado que seria preferível ter sido vítima das artimanhas de Tibério ou da fúria de Calígula do que da traição de uma mulher e da desavergonhada boca de Vitélio, ele acabou se submetendo e preferiu cortar os pulsos. Pouco depois, por iniciativa de Vitélio, Sosíbio recebeu um milhão de sestércios, uma recompensa pelos bons serviços prestados à família imperial.
Como sinal de sua veneração especial por Messalina, conta-se que Vitélio chegou a utilizar um dos sapatos da imperatriz coberto por sua toga. Ele também incluiu Narciso e Palas, os dois mais influentes libertos de Cláudio entre seus deuses domésticos. Apesar disto, Vitélio não interveio quando Cláudio mandou executar Messalina, que havia voltado para Caio Sílio durante sua ausência, mas Narciso informou o imperador que ele havia passado a ser um fator de insegurança para seu reinado.
Depois da morte dela, Vitélio rapidamente se aliou a Agripina, a nova imperatriz. Ela era filha de Germânico, de quem seu irmão Públio havia sido aliado, e sobrinha do próprio Cláudio. Quando o imperador revelou seu desejo de casar com ela, em 49, Vitélio convenceu o Senado com um hábil discurso sobre as vantagens da nova relação. Ele conseguiu persuadir seus colegas não apenas a consentirem com o casamento, mas também a aprovarem o casamento de um tio com sua sobrinha, o que até então era considerado incesto. Apenas em 342 esta possibilidade foi novamente proibida e, além do caso de Cláudio, se conhecem apenas mais dois outros.
Além disto, Vitélio censurou o incumbente pretor Lúcio Júnio Silano, na época noivo da filha de Cláudio Otávia, da lista de senadores. Ele o acusou de incesto com sua irmã, Júnia Calvina, que havia sido brevemente casada com Lúcio Vitélio, o Jovem. Silano se matou em seguida e sua irmã foi banida. O evento permitiu que o filho de Agripina, Nero, pudesse se casar com Otávia, o que abriu seu caminho para assumir o trono. Os serviços prestados por Vitélio à nova imperatriz para consolidar a posição dela na estrutura de poder em Roma valeram a pena, pois quando o próprio Vitélio foi acusado por Júnio Lupo de maiestas ("traição"), ela cuidou para que o acusador fosse banido por Cláudio. Vitélio provavelmente morreu logo depois.

## Reputação antiga
Os historiadores Tácito e Suetônio julgaram Vitélio de forma consistente no geral: como governador provincial, ele foi "eficiente", na corte de Calígula, ainda era "inocente", mas depois, por medo do imperador, ele se colocou em uma "escravidão desonrada" e "sua velhice desonrada se esqueceu da bondade de sua juventude". Suetônio relata que o idoso Vitélio foi "desacreditado pelo seu amor a um liberto, cuja saliva ele misturava com mel como remédio, diariamente e em público. Porém o remédio não o salvou de morrer por causa de um derrame.
Vitélio recebeu a honra de um funeral de estado ("funus censorium") e uma estátua sua foi colocada no Fórum Romano com a inscrição "Por seu inquestionável senso de dever para com o imperador". Mais de vinte anos depois, no ano dos quatro imperadores (69), sua reputação no exército romano foi decisiva para a aclamação de seu filho como imperador pelas tropas da Germânia. O sucessor dele, Vespasiano, aparentemente também se beneficiou da influência de Vitélio nos anos 40. No começou do século II, Tácito escreveu que Vitélio era, para a posterioridade, um exemplo de sucesso decorrente de uma vergonhosa bajulação. Acredita-se que Suetônio e Tácito tenham seguido a tradição de retratar os parentes de Vitélio, o primeiro imperador condenado à morte, numa luz desfavorável.